# 8810 Johnmcfarland
8810 Johnmcfarland este un asteroid din centura principală de asteroizi.

## Descriere
8810 Johnmcfarland este un asteroid din centura principală de asteroizi. A fost descoperit pe 15 mai 1982 la Observatorul Palomar de Eleanor Francis Helin și Eugene M. Shoemaker. Asteroidul prezintă o orbită caracterizată de o semiaxă mare de 3,05 ua, o excentricitate de 0,18 și o înclinație de 3,5° în raport cu ecliptica.